# JSAT
JSAT株式会社（ジェーサット、英: JSAT Corporation、登記上の商号: ジェイサット株式会社）は、通信衛星「JCSAT」の保守・運営を行っていた電気通信・受託放送事業者。。
スカパーJSATグループに属し、同業の宇宙通信、及び有料放送管理事業者のスカイパーフェクト・コミュニケーションズ（スカパー）とともにその主幹を担っていた。
2008年10月1日、スカパーを存続会社として基幹3社が合併、スカパーJSAT株式会社に商号変更したことにより消滅している。

## 沿革
- 1985年（昭和60年）
  - 2月18日 - 日本通信衛星企画株式会社（にほんつうしんえいせいきかく）設立。
  - 4月 - 商号を日本通信衛星株式会社に変更。
- 1993年（平成5年）8月17日 - 株式会社サテライトジャパン（1985年設立）を吸収合併し、商号を株式会社日本サテライトシステムズに変更。
- 2000年（平成12年）
  - 4月1日 - 商号をジェイサット株式会社に変更。
  - 8月4日 - 東京証券取引所1部に上場。
- 2007年（平成19年）4月2日 - 株式会社スカイパーフェクト・コミュニケーションズと株式移転し、スカパーJSAT株式会社（現・株式会社スカパーJSATホールディングス）を設立、同社の子会社となる。3月27日付けで東証1部上場廃止。
- 2008年（平成20年）10月1日 - 宇宙通信株式会社、株式会社スカイパーフェクト・コミュニケーションズとの3社で合併、存続会社の株式会社スカイパーフェクト・コミュニケーションズはスカパーJSAT株式会社へ商号変更。

## 事業所
- 大阪事務所（大阪府大阪市中央区）
- 横浜衛星管制センター（神奈川県横浜市緑区）
- 群馬衛星管制所（群馬県北群馬郡榛東村）
- 香港支店（香港）

## 運用していた衛星
- JCSAT - 7機（うち1機は宇宙通信との区分保有機=N-SAT-110、同社に管制業務委託）
- Horizons - 2機（インテルサットとの区分保有、同社に管制業務委託）
- N-STAR - NTTドコモが保有する1機の管制業務を受託

これら及びその寿命に伴う更新機のほか、2009年目標でインテルサットとの区分保有1機、2011年目標で放送衛星システムとの区分保有1機の打ち上げを目指している。

## 企業グループ
親会社
- 株式会社スカパーJSATホールディングス（東京都港区）

連結子会社
- 株式会社衛星ネットワーク（東京都港区）
- JSAT MOBILE Communications株式会社（東京都港区）
- JSATインターナショナル インク（米国ワシントンD.C.）

持分法関連会社
- ホライゾンズ・サテライト・ホールディングスLLC（米国） - インテルサット（旧・パンアムサット）と共同出資の持株会社
  - ホライゾンズ-1・サテライトLLC（米国） - 通信衛星Horizons-1の運営会社
  - ホライゾンズ-2・サテライトLLC（米国） - 通信衛星Horizons-2の運営会社

過去のグループ会社
- ジャパンケーブルキャスト株式会社 - 連結子会社であったがグループ外へ売却
- 株式会社ペイ・パー・ビュー・ジャパン（現・株式会社スカパー・ブロードキャスティング） - 持分法関連会社であったが、兄弟会社のスカイパーフェクト・コミュニケーションズへ売却
- NTTサテライトコミュニケーションズ株式会社 - 当時のNTTとの合弁会社（出資比率はNTT:51%、JSAT:49%）。1998年4月設立、2004年3月解散[1]。